# Donja Kravarica
Donja Kravarica (en serbe cyrillique : Доња Краварица) est un village de Serbie situé dans la municipalité de Lučani, district de Moravica. Au recensement de 2011, il comptait 356 habitants.

## Démographie
| 1948 | 1953 | 1961 | 1971 | 1981 | 1991 | 2002 | 2011 |
| ---- | ---- | ---- | ---- | ---- | ---- | ---- | ---- |
| 892  | 901  | 815  | 733  | 624  | 546  | 459  | 356  |

|  |